# Martin Zeman
Martin Zeman (Tábor, 3 aprile 1989) è un calciatore ceco, centrocampista dello Slavoj Myto.

## Caratteristiche tecniche
Esterno mancino, Zeman aveva il potenziale per diventare uno dei migliori centrocampisti cechi. Indisciplinato tatticamente, è in possesso di una buona tecnica, essendosi specializzato nel battere calci di punizione e calci d'angolo tanto da essere paragonato ad un altro esterno sinistro, Patrik Berger.

## Carriera

### Sparta Praga
Dopo aver giocato nelle giovanili dello Sparta Praga, esordisce il 20 ottobre 2007 in Sparta Praga-Kladno 4-1 entrando nel finale al posto di Miroslav Matušovič. Continua a dare un maggior supporto alla seconda squadra dello Sparta. Esordisce in Europa l'8 novembre 2007 in Tolosa-Sparta Praga 2-3, incontro di Coppa UEFA. Gioca 8 incontri di campionato realizzando una rete nella stagione 2007-08. Dopo colleziona 20 presenze ed una rete sia nella stagione 2008-09 che in quella 2009-10 e viene confermato titolare anche nella stagione 2010-2011. Esordisce in Champions League il 21 luglio 2010 in Sparta Praga-Metalurgs Liepāja 2-0 entrando al posto di Miloš Lačný già nel primo tempo: realizzerà la rete del 2-0 due minuti più tardi. Esordisce in Europa League il 30 settembre 2010 in CSKA Mosca-Sparta Praga 3-0 quando entra per Jakub Podaný negli ultimi minuti del secondo tempo.

### Sion
Il 9 giugno 2015 viene annunciato il suo trasferimento alla squadra svizzera del Sion.

### Nazionale
Gioca nelle Nazionali dall'Under-16 all'Under-21, collezionando circa 40 presenze ed alcune marcature. Ha esordito nell'Under-17 il 23 agosto 2005 in Repubblica Ceca-Svezia 1-3.

## Palmarès

### Club

#### Competizion inazionali
- Campionato ceco: 1

Sparta Praga: 2009-2010
- Coppa della Repubblica Ceca: 1

Sparta Praga: 2007-2008
- Supercoppa della Repubblica Ceca: 1

Sparta Praga: 2010